# Папелишвили, Нодар Захарович
Нодар Захарович Папелишвили (18 октября 1940, Сталинири — 4 сентября 2019, Владикавказ) — советский футболист, нападающий. Футбольный функционер. Мастер спорта СССР.
Родился в Сталинири в 1940 году, где начал играть в футбол, первый тренер Габила Гаглоев. В 1960 году был в составе «Торпедо» Кутаиси. С 1961 года играл в «Спартаке» Орджоникидзе, где провёл бо́льшую часть карьеры. Первую половину сезона-1964 отыграл в кишинёвской «Молдове», в 17 матчах чемпионата забил три гола. Всего в «Спартаке» в 1961, 1962—1963, 1964—1973 годах провёл около 400 игр, забил рекордные в истории клуба 125 голов. В КФК играл за орджоникидзевские «Металлург» (1974), «Цветмет» (1976).
Начальник команды «Спартак» в 1979 году. По инициативе Папелишвили в Орджоникидзе была создана детско-юношеская футбольная школа «Юность», которую он возглавлял на протяжении 37 лет. Начальник команды «Алания»/«Спартак» в сезонах 2016/17 — 2017/18.
Считается легендой осетинского футбола.
Скончался 4 сентября 2019 года.
В ноябре 2019 года ФК «Алания» учредил приз имени Нодара Папелишвили для лучшего бомбардира команды по итогам сезона.